# Helicitas
Los helicitas eran religiosos que vivían en el siglo VI y tenían una vida solitaria, haciendo consistir principalmente el servicio de Dios en contar himnos y cánticos y bailar con las monjas para imitar, según ellos decían, el ejemplo de Moisés y María. 
Esta práctica se parecía mucho a la de los montanistas llamados ascitas o ascodrucitas; pero su secta te desvaneció en el siglo VI. Parece pues que los helicitas no fueron más que unos monjes relajados que habían cobrado una afición ridícula a danzar. Su nombre puede derivarse del griego Ηλιχη, lo que da vueltas y probablemente se les dio porque bailaban en rueda.